# Comuna Diosig, Bihor
Diosig (în maghiară: Bihardiószeg) este o comună în județul Bihor, Crișana, România, formată din satele Diosig (reședința) și Ianca.

## Demografie
Componența etnică a comunei Diosig
     Maghiari (45,31%)
     Români (24,72%)
     Romi (24,43%)
     Alte etnii (0,06%)
     Necunoscută (5,48%)
Componența confesională a comunei Diosig
     Reformați (43,13%)
     Ortodocși (21,74%)
     Romano-catolici (10,85%)
     Adventiști (7,7%)
     Fără religie (4,34%)
     Penticostali (4,06%)
     Baptiști (1,19%)
     Alte religii (1,04%)
     Necunoscută (5,96%)
Conform recensământului efectuat în 2021, populația comunei Diosig se ridică la 6.546 de locuitori, în scădere față de recensământul anterior din 2011, când fuseseră înregistrați 6.816 locuitori. Cei mai mulți locuitori sunt maghiari (45,31%), cu minorități de români (24,72%) și romi (24,43%), iar pentru 5,48% nu se cunoaște apartenența etnică. Din punct de vedere confesional, cei mai mulți locuitori sunt reformați (43,13%), cu minorități de ortodocși (21,74%), romano-catolici (10,85%), adventiști (7,7%), fără religie (4,34%), penticostali (4,06%) și baptiști (1,19%), iar pentru 5,96% nu se cunoaște apartenența confesională.

## Politică și administrație
Comuna Diosig este administrată de un primar și un consiliu local compus din 15 consilieri. Primarul, Attila Ferencz Mados[*], de la Uniunea Democrată Maghiară din România, este în funcție din 2012. Începând cu alegerile locale din 2024, consiliul local are următoarea componență pe partide politice:
|  | Partid                                 | Consilieri | Componența Consiliului | Componența Consiliului | Componența Consiliului | Componența Consiliului | Componența Consiliului | Componența Consiliului | Componența Consiliului | Componența Consiliului | Componența Consiliului | Componența Consiliului | Componența Consiliului |
|  | -------------------------------------- | ---------- | ---------------------- | ---------------------- | ---------------------- | ---------------------- | ---------------------- | ---------------------- | ---------------------- | ---------------------- | ---------------------- | ---------------------- | ---------------------- |
|  | Uniunea Democrată Maghiară din România | 11         |                        |                        |                        |                        |                        |                        |                        |                        |                        |                        |                        |
|  | Partidul Național Liberal              | 3          |                        |                        |                        |                        |                        |                        |                        |                        |                        |                        |                        |
|  | Partidul Social Democrat               | 1          |                        |                        |                        |                        |                        |                        |                        |                        |                        |                        |                        |

## Personalități născute aici
- Adrian Anca (n. 1976), fotbalist;
- Claudiu Micovschi (n. 1999), fotbalist.

## Vezi și
- Biserica reformată din Diosig
- Castelul Zichy din Diosig
- Câmpia Ierului (sit de importanță comunitară inclus în rețeaua ecologică europeană Natura 2000 în România)
- Diosig (sit de importanță comunitară)

## Imagini

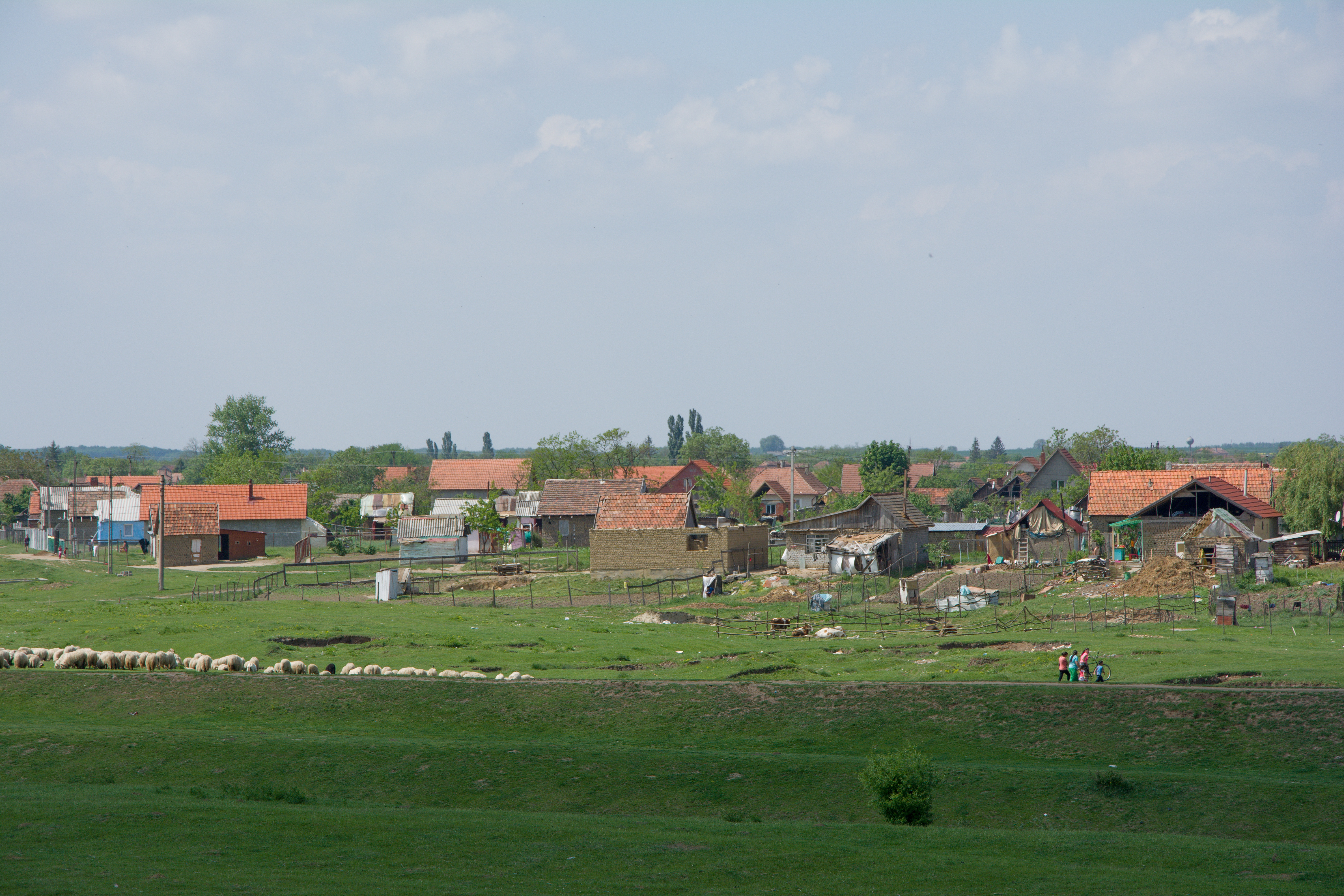
Diosig
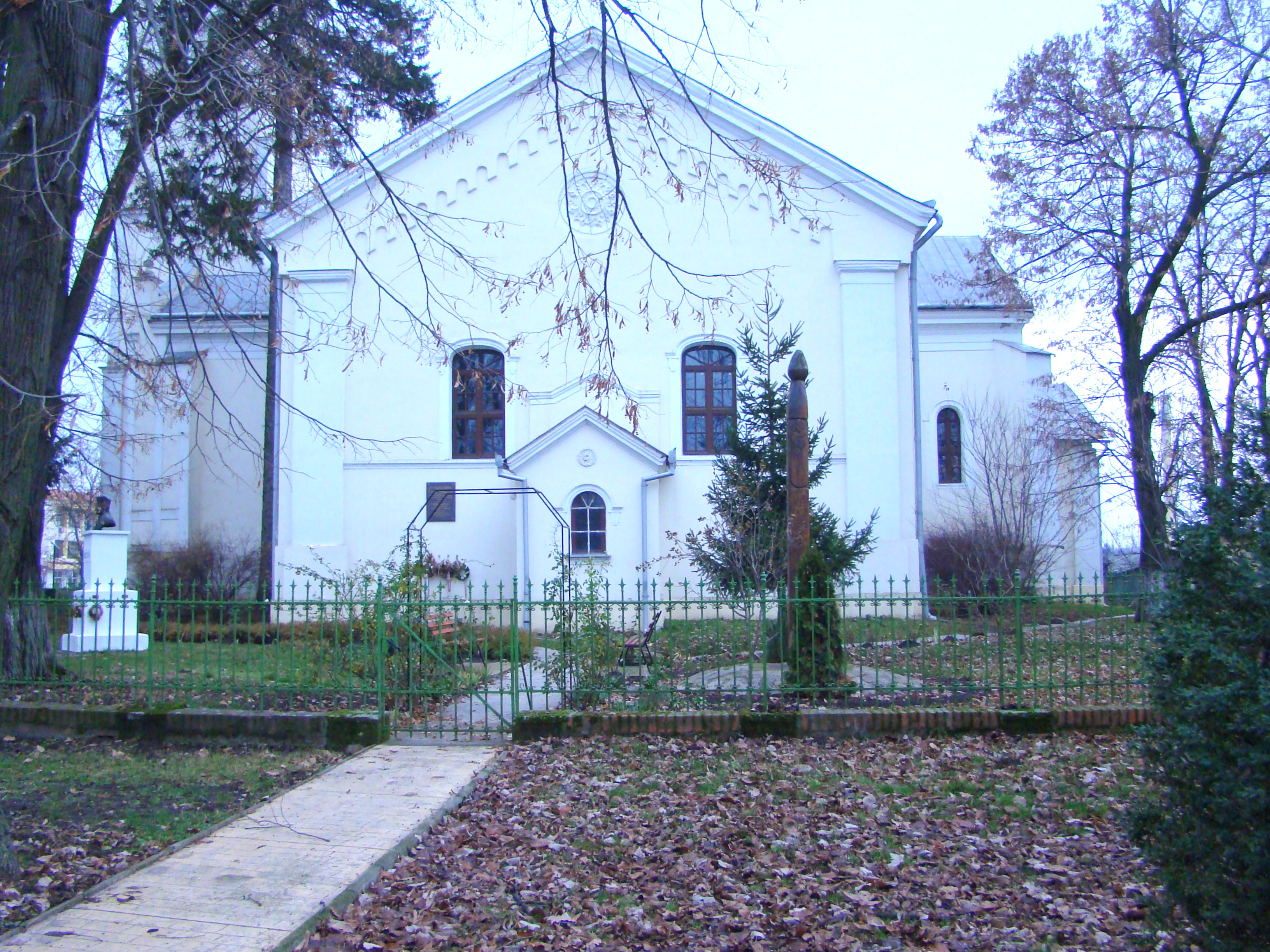
Biserica reformată din Diosig
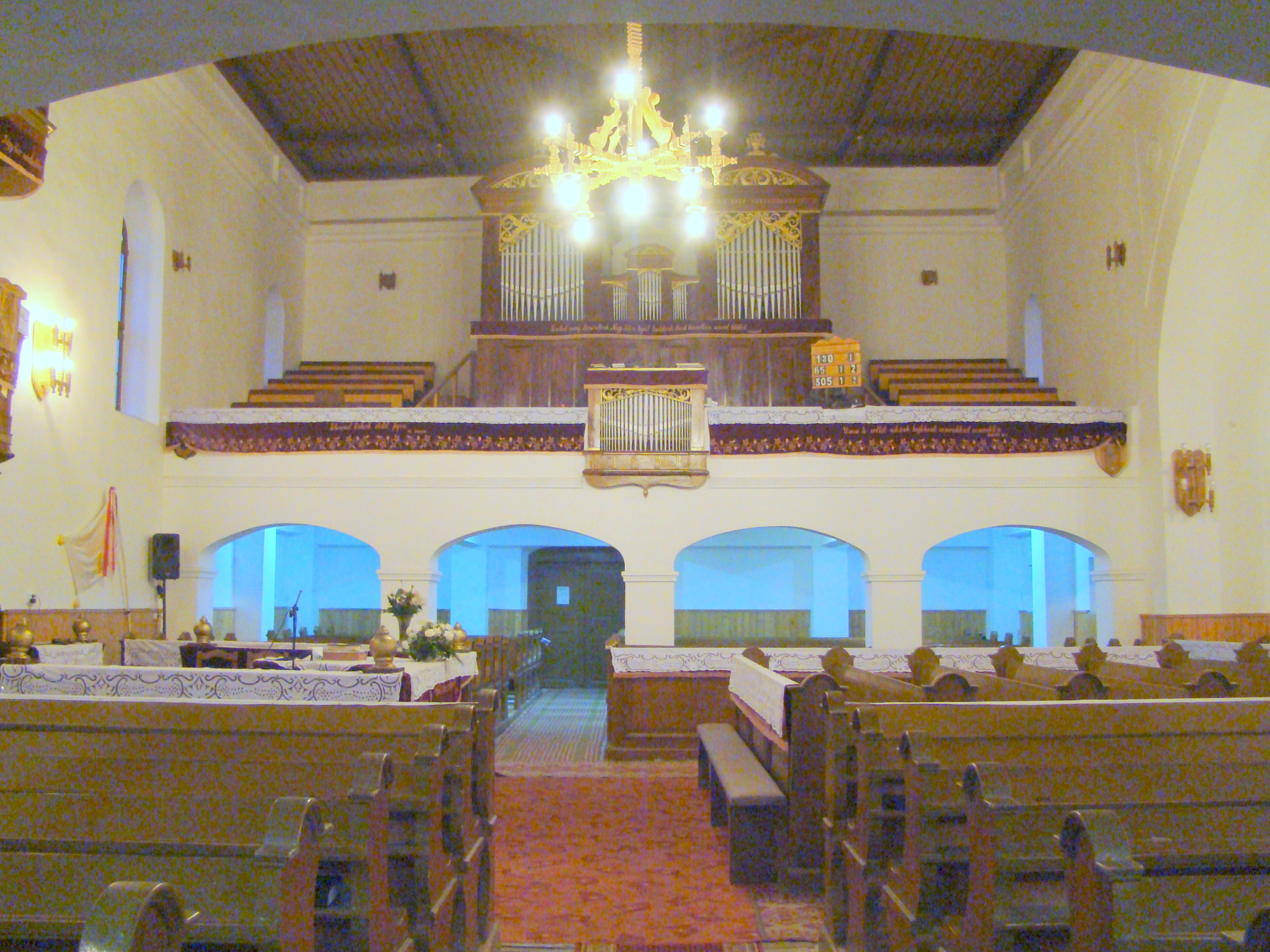
Biserica reformată din Diosig
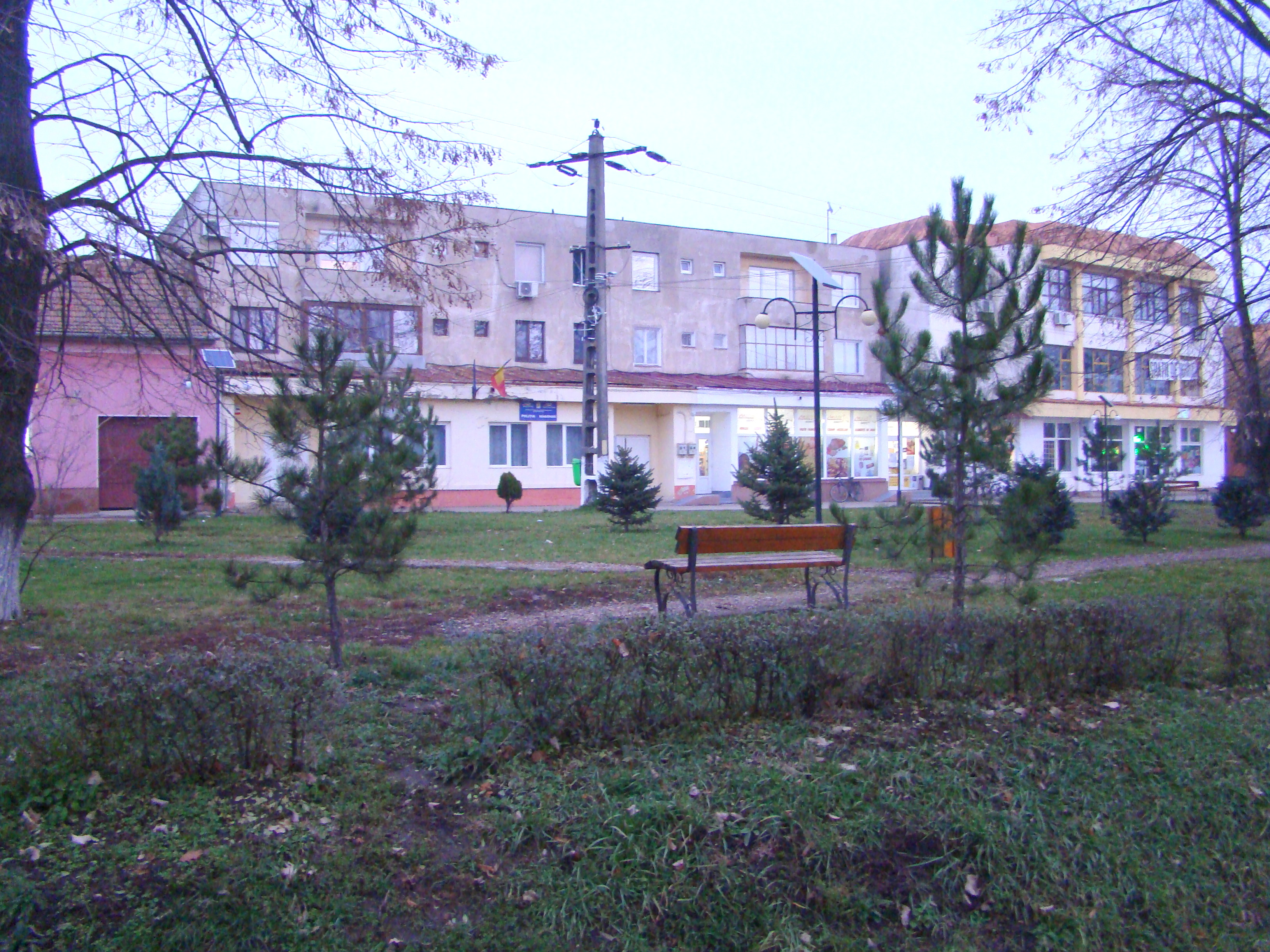
Diosig
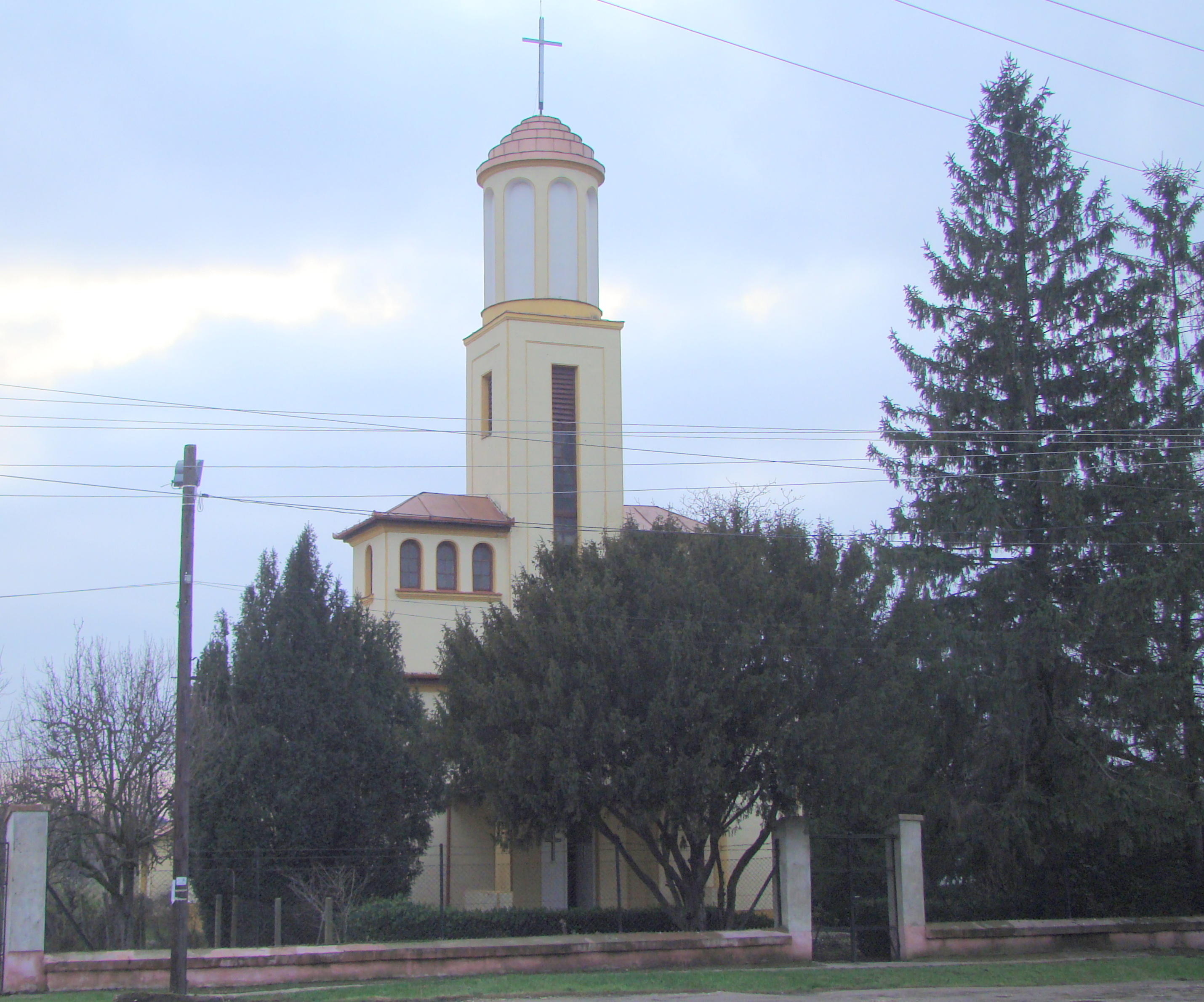
Biserica romano-catolică din Diosig
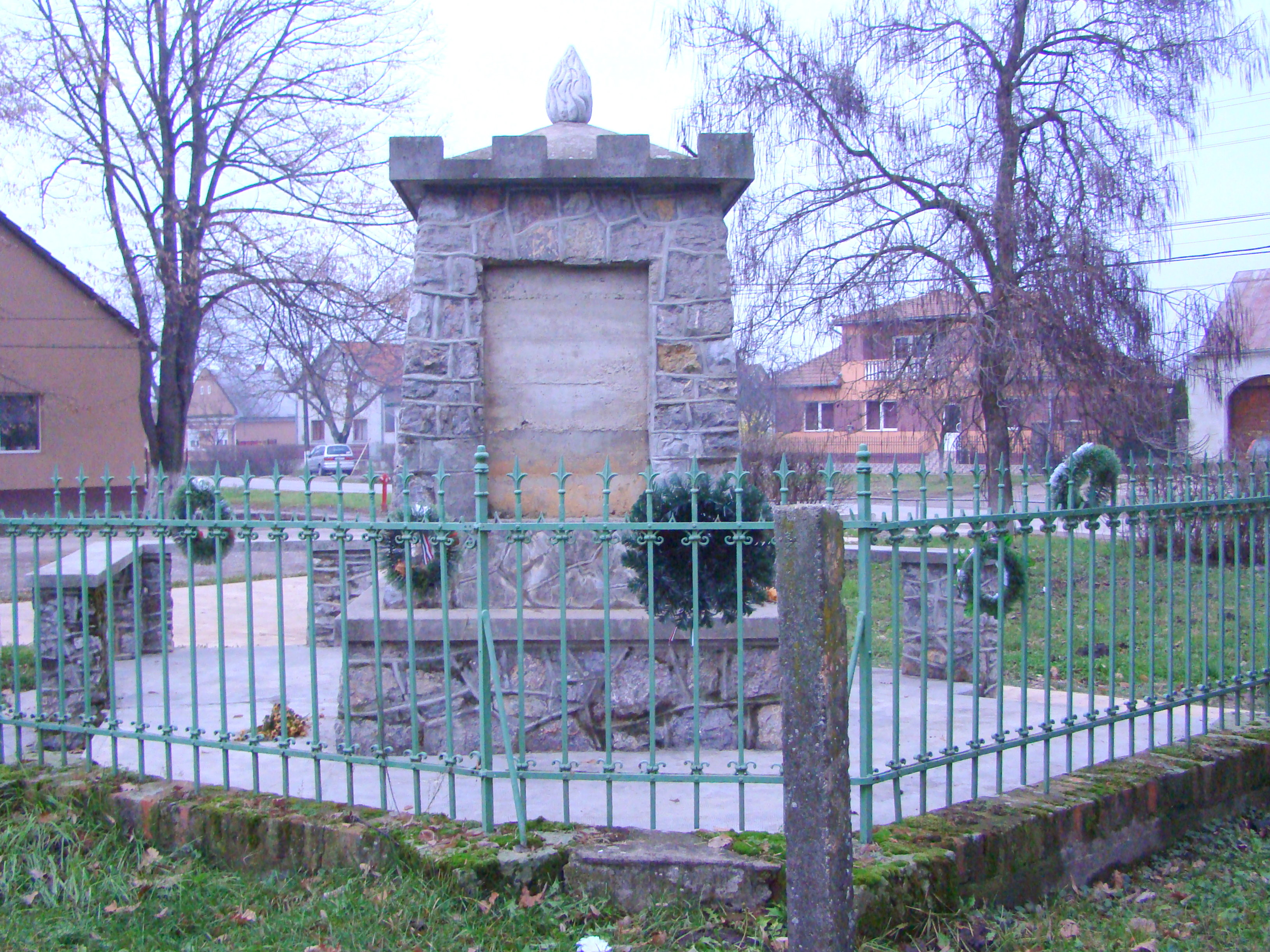
Monumentul eroilor din Diosig
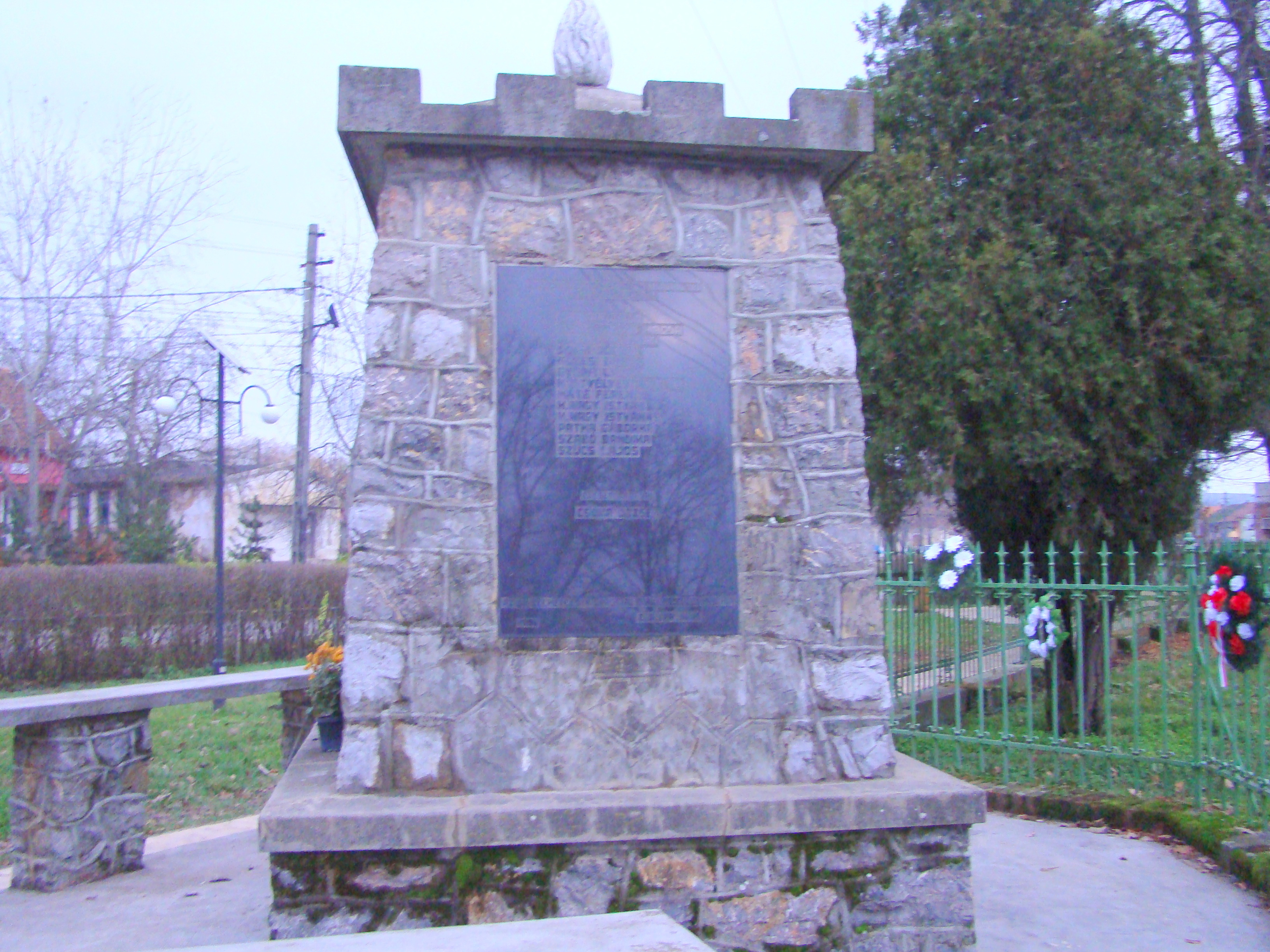
Monumentul eroilor din Diosig
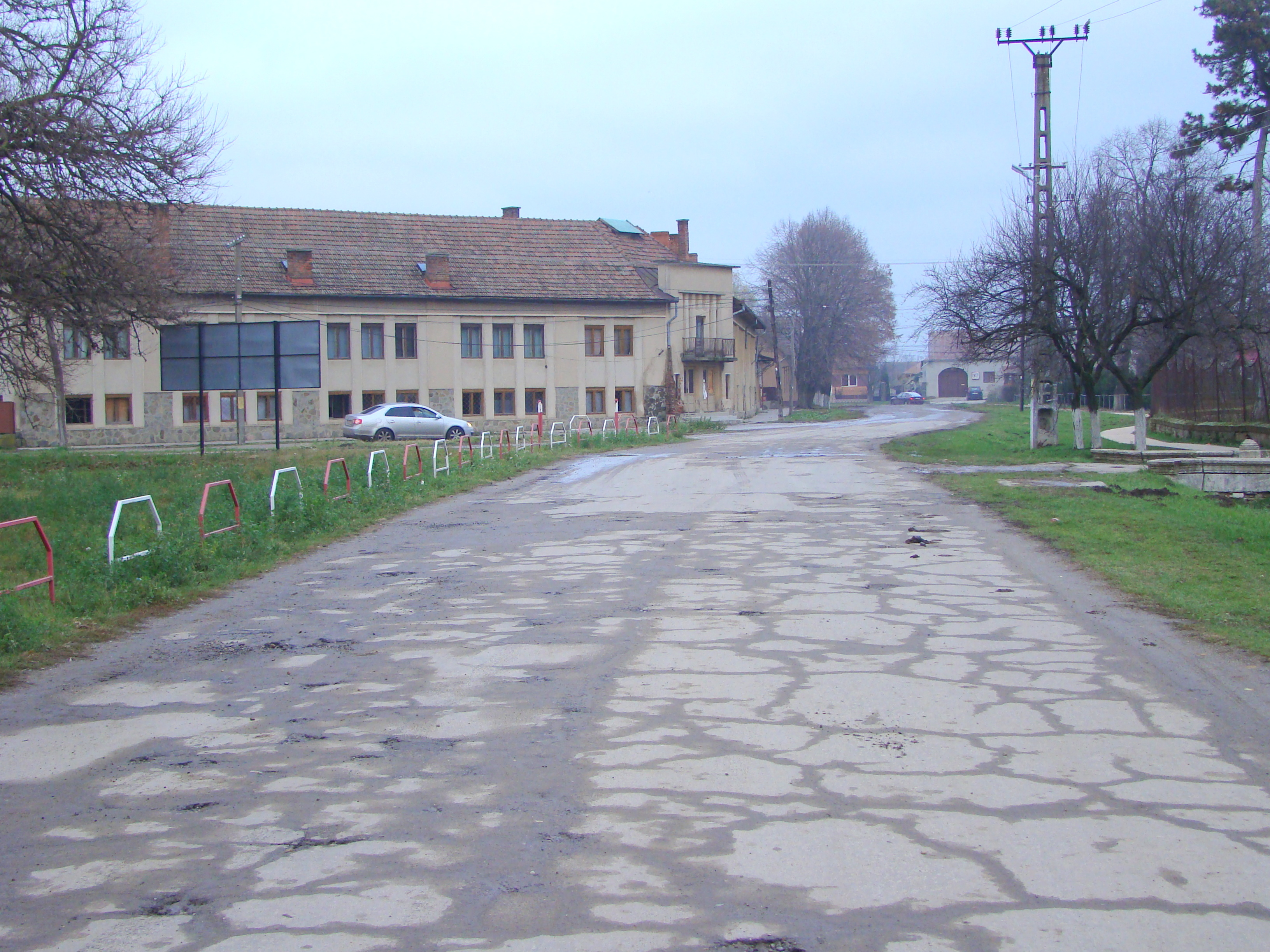
Diosig
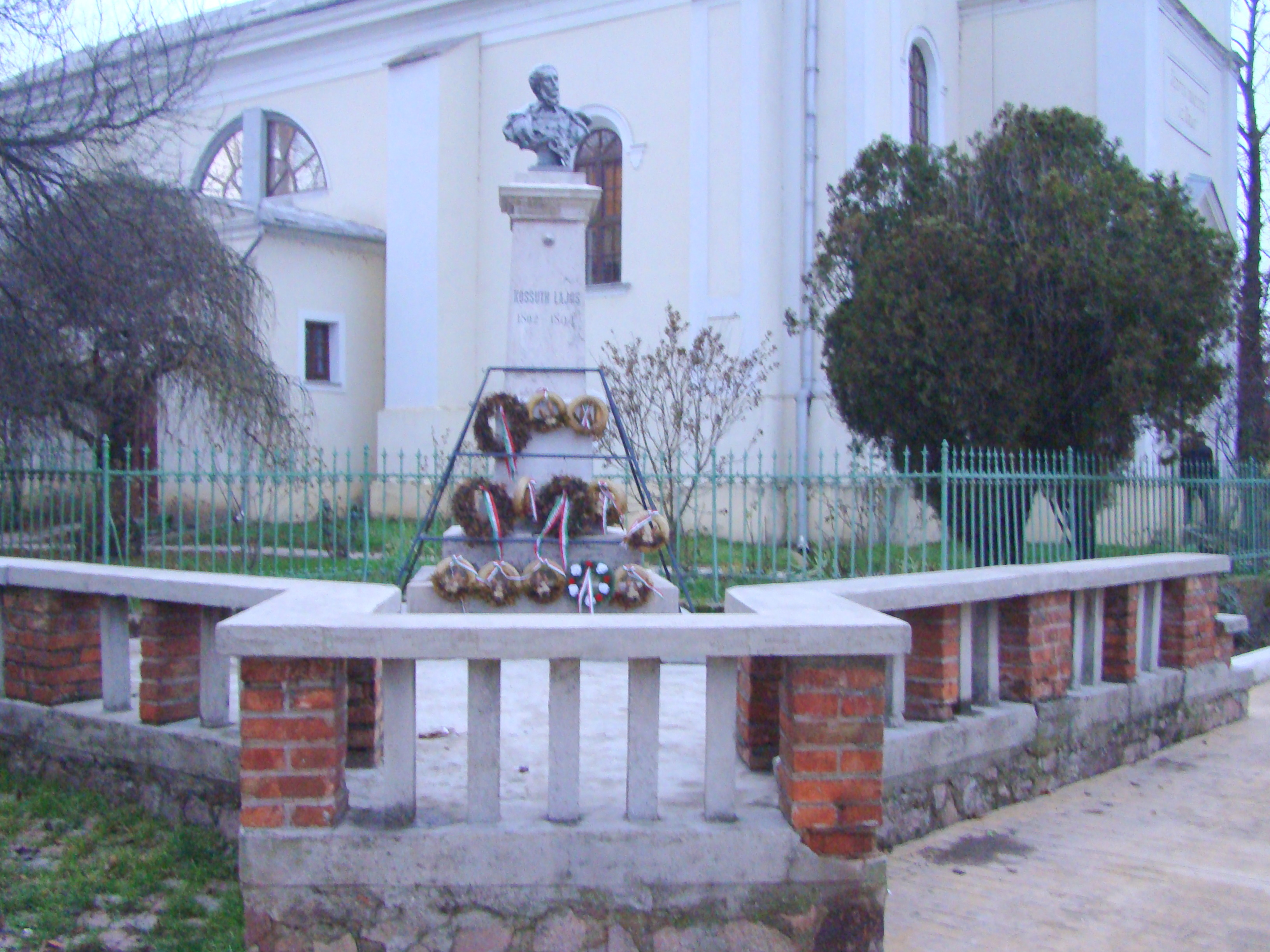
Bustul lui Kossuth Lajos
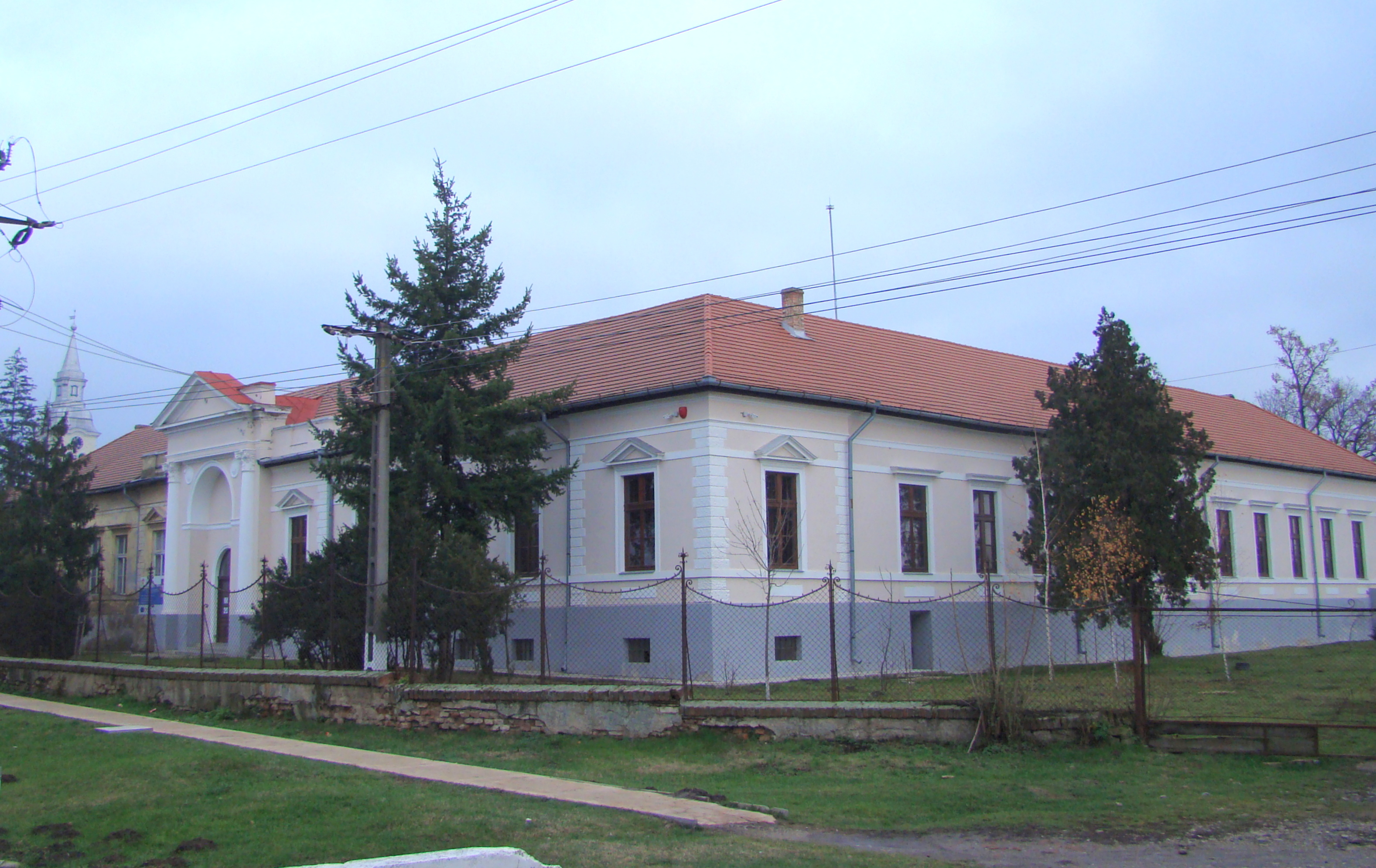
Castelul Zichy (monument istoric)
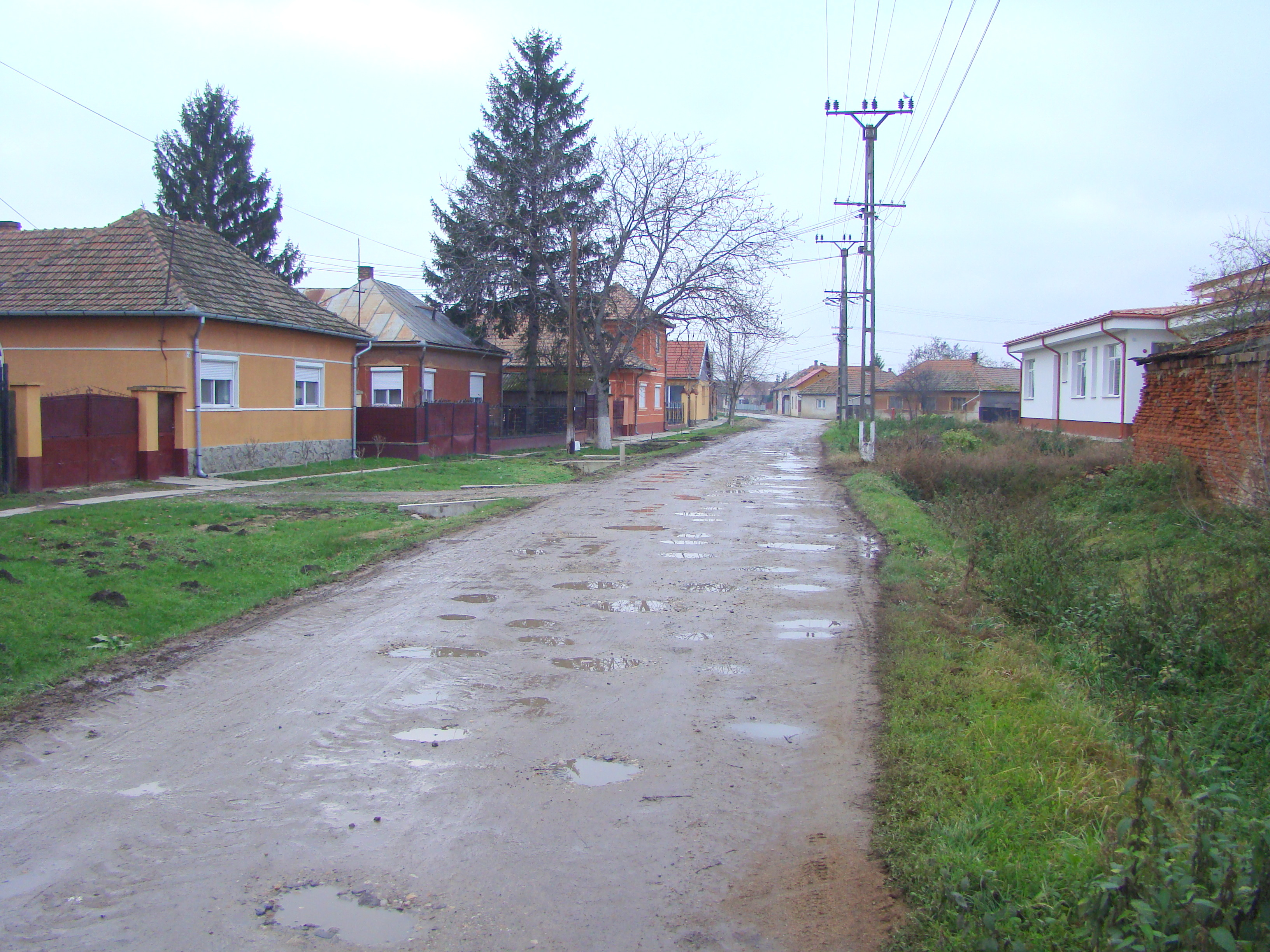
Diosig
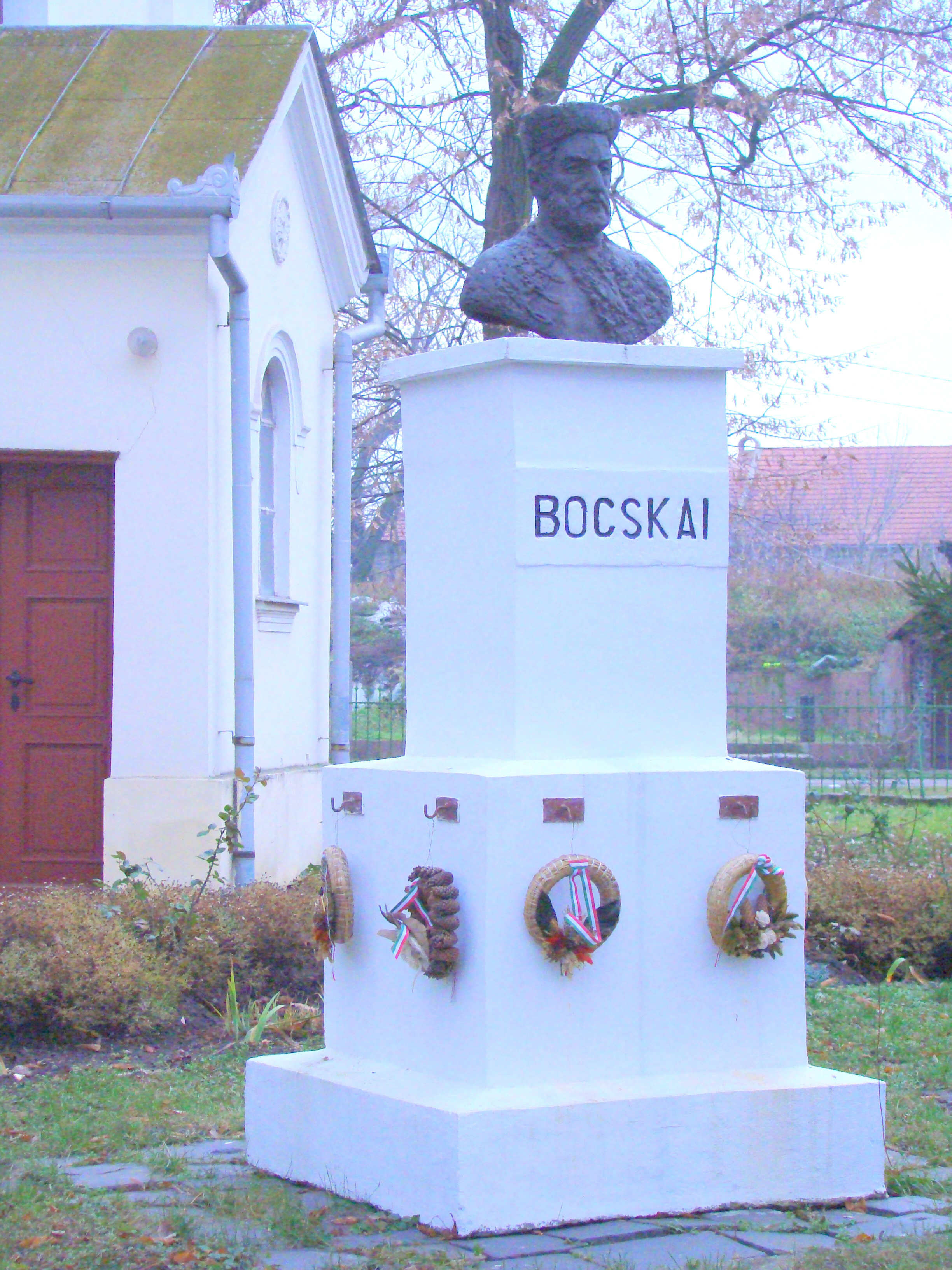
Bustul lui Bocskay István